# Eupromachus mocsaryi
Eupromachus mocsaryi är en insektsart som beskrevs av Kuthy 1911. Eupromachus mocsaryi ingår i släktet Eupromachus och familjen Phasmatidae. Inga underarter finns listade i Catalogue of Life.